# Niittusaari (ö i Södra Karelen)
Niittusaari är en ö i Finland. Den ligger i sjön Saimen och i kommunen Villmanstrand i den ekonomiska regionen  Villmanstrands ekonomiska region  och landskapet Södra Karelen, i den södra delen av landet, 200 km nordost om huvudstaden Helsingfors. Öns area är 2,4 hektar och dess största längd är 310 meter i nord-sydlig riktning.